# Monumento y Paseo del Mensú

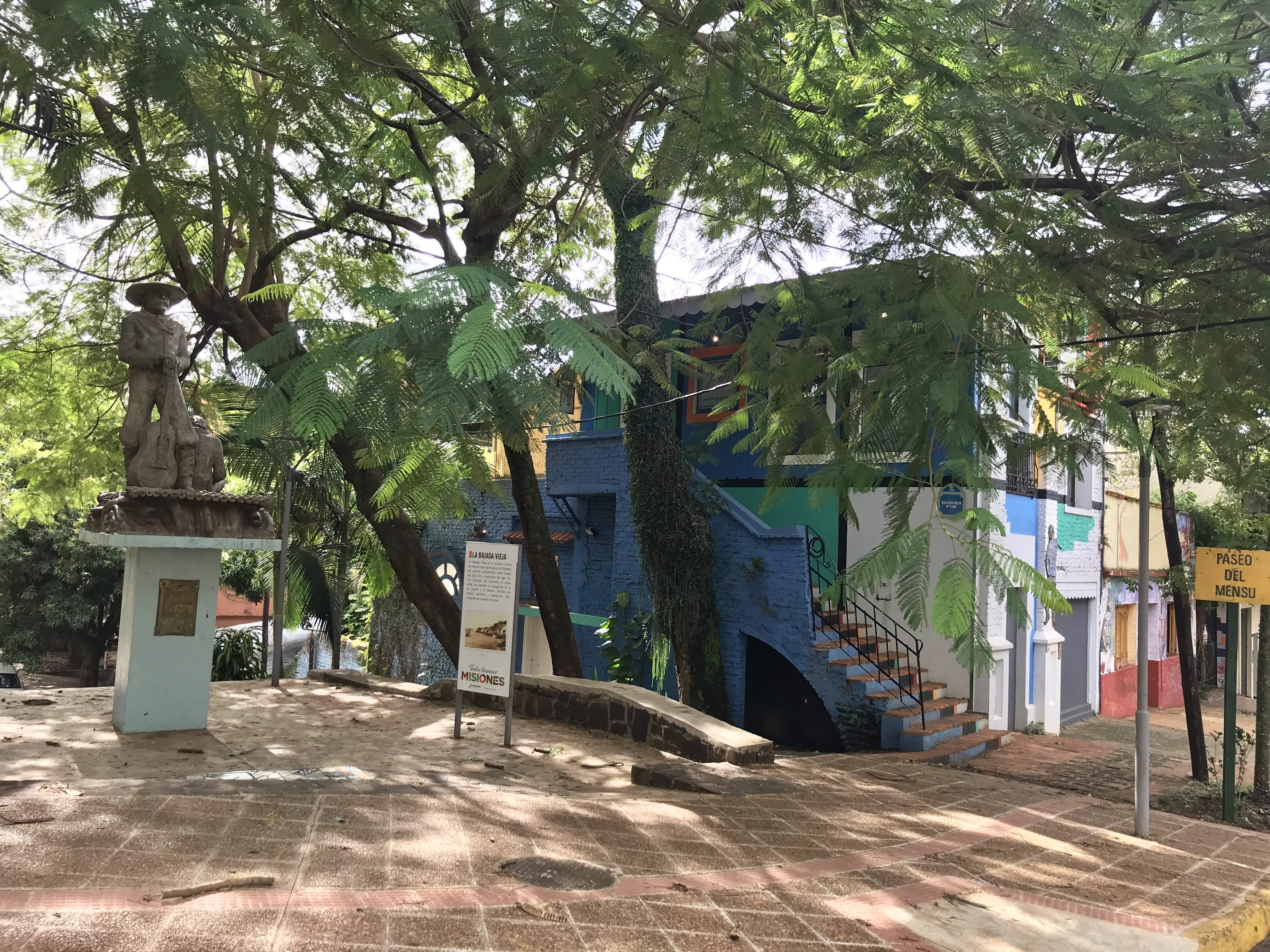
Monumento y paseo del Mensú

El Monumento y Paseo del Mensú consiste en una escultura que representa a los trabajadores del monte misionero, que se los conocía con el nombre de mensú. Está ubicado en la ciudad argentina de Posadas, Provincia de Misiones.

## Ubicación
Se encuentra situado en  el antiguo barrio  de la capital misionera  aledaño al río Bajada Vieja,  que antaño supo ser el camino obligado al puerto, donde  se cargaban las mercaderías que se enviaban a los  obrajes del Alto Paraná.
Fueron el poeta Ramón Ayala y el músico Vicente Cidade quienes hicieron famoso al mensú con su canción. 
El monumento,   remodelado en el 2009, es de cemento armado, pesa cerca de una tonelada y  tiene una altura de tres metros. Es  obra de los artistas misioneros   Hugo Viera  y  Sergio Ortiz, mientras que la Municipalidad construyó el Paseo.

## Significado
La escultura representa a El Mensú de Ramón Ayala guiando una jangada (precaria balsa de troncos). La base lleva en sus laterales una placa de bronce con la letra de la canción El Mensú.

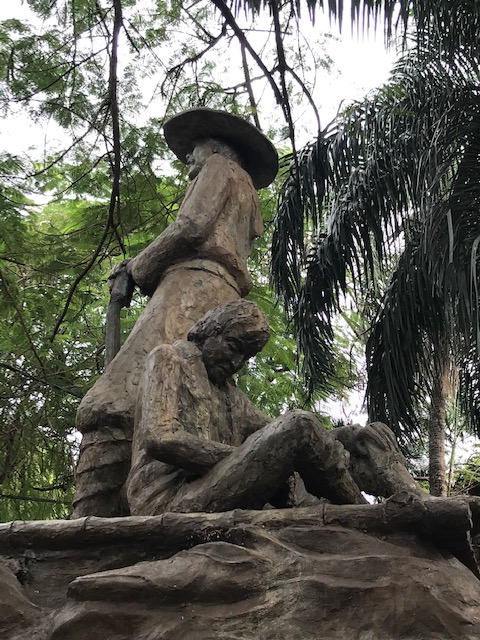
El Mensú

## Enlaces externos

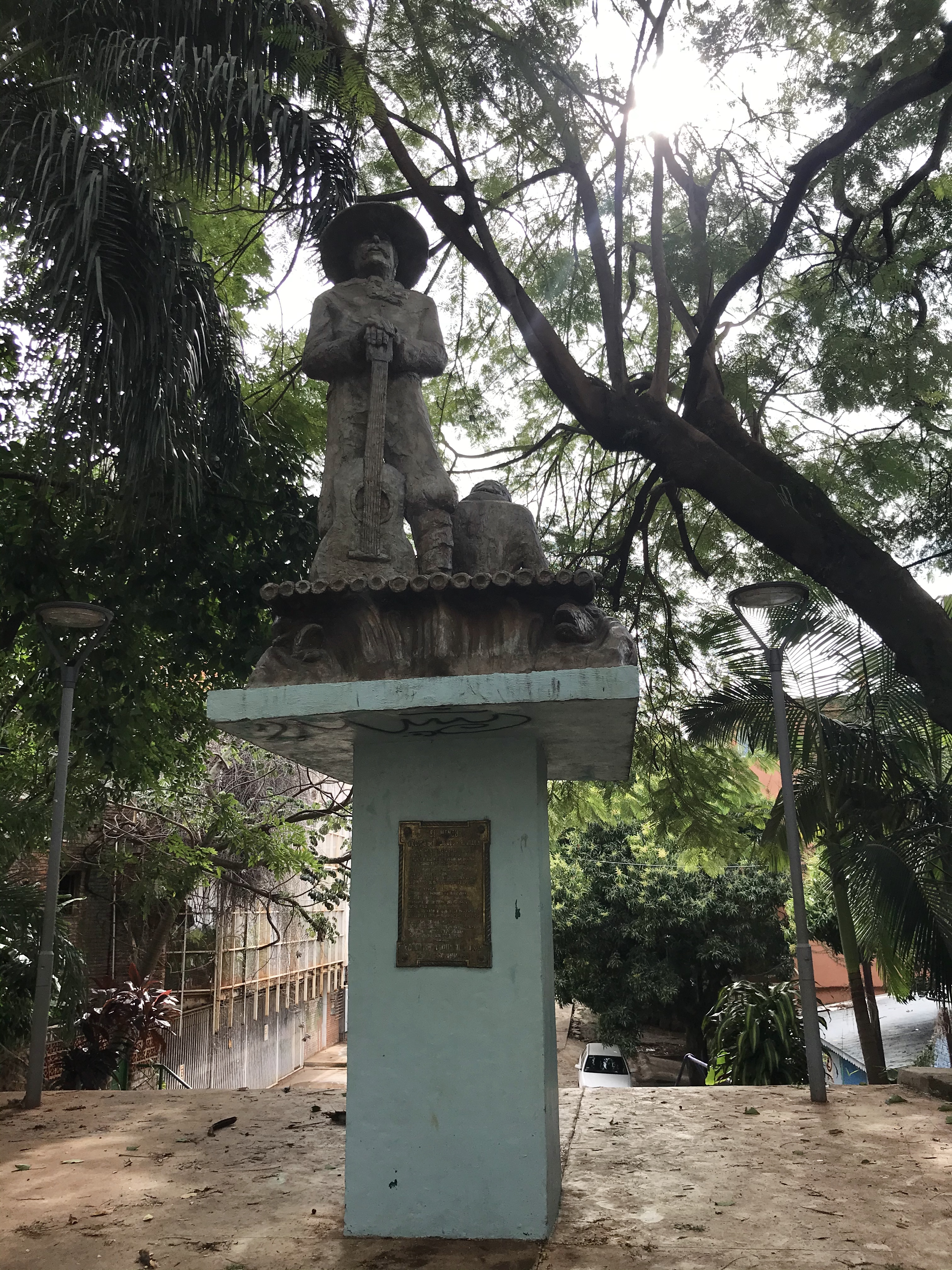
Ramón Ayala en el paseo del Mensú